# Dante Novaro
Dante Novaro (Lima, Perú; 16 de noviembre de 1962) es un exfutbolista peruano. Desempeñó como defensa en la marcacion de punta, también jugó como centrocampista. Es nieto del exfutbolista Alberto Soria y sobrino de Eleazar Soria Ibarra.

## Trayectoria
Se formó en las inferiores del Club Alianza Lima. Luego de participar en la Copa Peru en la liga del Distrito de Magdalena del Mar pasó al Club Atlético Chalaco haciendo así su debut como profesional. Más adelante migro al fútbol de Suiza, donde terminó su carrera.
Fue preseleccionado nacional para la Copa Nehrú que finalmente no pudo viajar por lesión.
Actualmente vive en Italia y es entrenador de fútbol de menores con diploma UEFA B.

## Clubes
| Club                                 | País  | Temporada |
| ------------------------------------ | ----- | --------- |
| Club Atlético Chalaco                | Perú  | 1985-1986 |
| Circolo Sportivo Guardia Republicana | Perú  | 1986      |
| Asociación Deportiva San Agustín     | Perú  | 1987-1988 |
| FC Zug                               | Suiza | 1989      |
| Lawn Tennis Fútbol Club              | Perú  | 1990-1991 |
| Club Sport Unión Huaral              | Perú  | 1992      |
| FC Zug                               | Suiza | 1993      |
| Fussballclub Zug 94                  | Suiza | 1994-1995 |
| Fussballclub Zug 94                  | Suiza | 1997-1998 |
| FC Wollerau                          | Suiza | 1998-1999 |